# Crematogaster carinata
Crematogaster carinata es una especie de hormiga acróbata del género Crematogaster, familia Formicidae. Fue descrita científicamente por Mayr en 1862.
Habita en Barbados, Bolivia, Brasil, Colombia, Costa Rica, Ecuador, Guayana Francesa, Guatemala, Guyana, Honduras, México, Nicaragua, Panamá, Perú, Surinam, Trinidad y Tobago y Venezuela. Se ha encontrado a elevaciones que van desde los 2 hasta los 2000 metros de altura.
Es de color marrón rojizo, con tarsos amarillos. Habita en grandes secciones de bosques, en las copas de los árboles (doseles arbóreos), en bosques lluviosos y húmedos y bosques tropicales, así como también en selvas. Además se encuentra en varios microhábitats como hojarascas, debajo de la corteza, en la vegetación baja, también en las ramas muertas y en tallos de Witheringia asterotricha.

## Ecología
Crematogaster carinata es un omnívoro que se alimenta de día y de noche en busca de cualquier alimento disponible y utiliza cualquier nectario extrafloral que el árbol huésped pueda proporcionar. Las hormigas también son carroñeras, llevan insectos muertos y heridos de vuelta al nido y se alimentan de la melaza producida por las cochinillas. Las hormigas construyen activamente nidos a partir de un material conocido como cartón, recolectando fibras vegetales u otros materiales para ese propósito, y también crean estructuras de cartón para albergar a los insectos cochinillas de los que obtienen la melaza. El material del cartón también se usa para encerrar las raíces de las epífitas, pero esta especie es menos activa en la construcción del cartón que otras especies. La gran masa aprisionada de desechos y tierra a partir de la cual crecen las epífitas puede ser desde el tamaño de una nuez hasta el tamaño de una naranja o más grande. Se le conoce como jardín de hormigas y estas llevan semillas de especies epífitas adecuadas para plantar en su jardín.